# 2019年中國人民解放軍軍機越過臺灣海峽中線事件
2019年3月31日，中華人民共和國中國人民解放軍空軍2架殲-11戰鬥機越過臺灣海峽中線上空，並進入臺灣西南面空域飛行，中華民國空軍緊急調派2架F-CK-1經國號戰鬥機攔截示警，隨後再增派4架F-16戰隼戰鬥機前往支援攔截，殲-11飞行大約10至15分鐘後離去。此次事件是中國人民解放軍空軍戰鬥機自2011年後首次越過臺灣海峽中線，也被認為是自1999年後首度有意地越過臺灣海峽中線，同時視為21世紀以來最為嚴重的越過臺灣海峽中線行為。
中華民國政府各机构纷纷表示谴责，认为越線的舉動是中華人民共和國政府的挑釁行為，嚴重影響區域和平穩定，并破壞臺海現狀；中華人民共和國國務院臺灣事務辦公室發言人馬曉光則表示，越過海峽中線是正常安排的年度訓練計畫，並警告蔡英文政府不要「玩火」。美国方面則批评中华人民共和国方面片面改变臺海現狀。

## 事件背景

### 兩岸關係

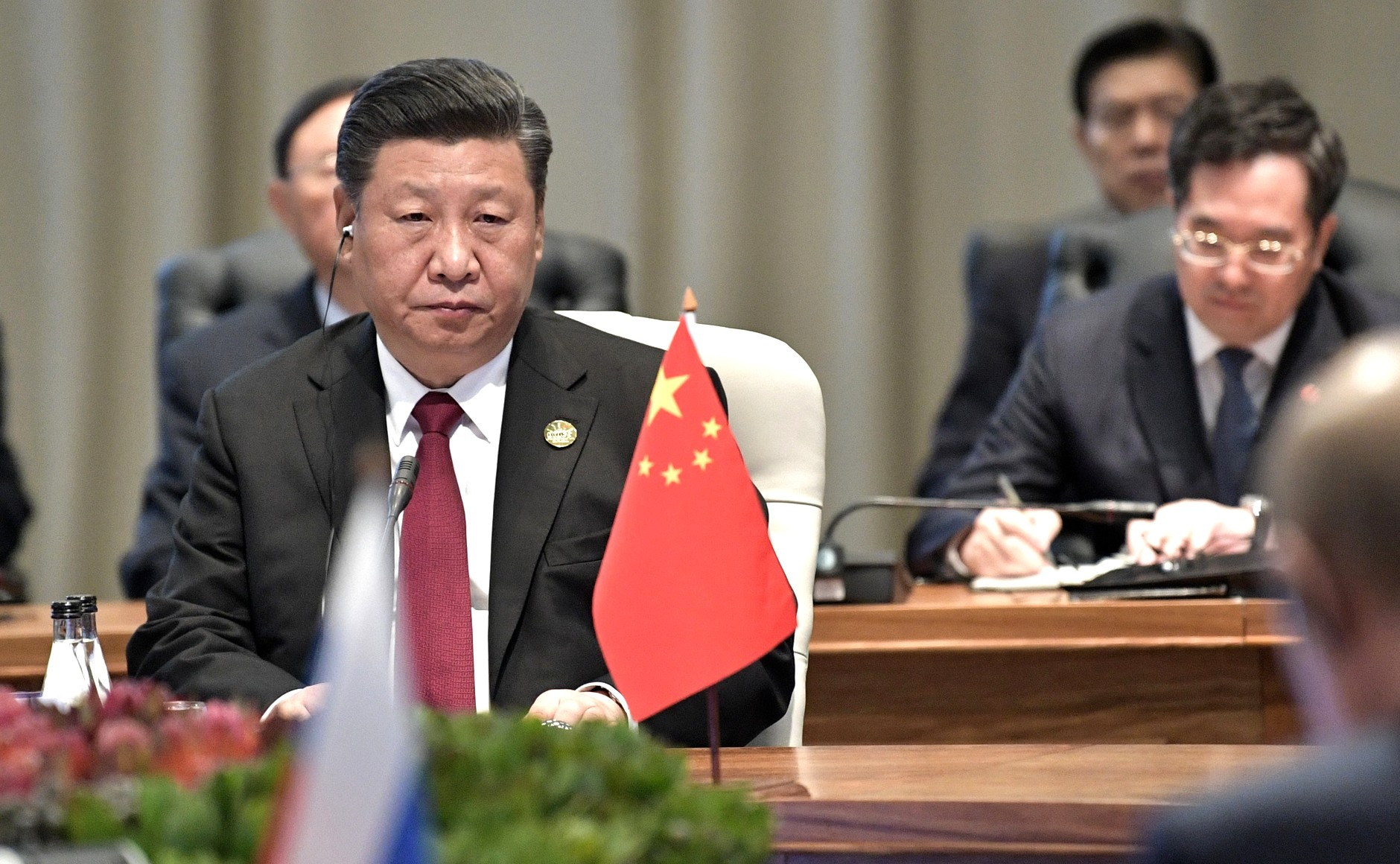
2019年初，中國共產黨中央委員會總書記習近平提出「習五條」

第二次国共内战後，中華民國政府迁至台湾。1950年代，美國空軍在臺灣海峽上空劃定海峡中线为防空警戒線。而美国远东军司令部在1951年划定的中華民國防空識別區区域的最北、最西点（东经117.30，北纬29.00）在今江西省景德镇市境内，中国大陆的江西、浙江、福建皆被包括在内。中国人民解放军为获得制空权与中华民国空军展开长期军事斗争。1958年台海空战后，方取得中国东南沿海地区的制空权。但中華民國空軍凭借军事优势，此后仍長期掌握着整个臺灣海峽的制空權，早年甚至常到中国大陆腹地侦察，对中国大陆沿海的抵近侦察則一直持续到1990年代。1999年7月，中國人民解放軍軍機因時任中華民國總統李登輝提出「特殊的國與國關係」，而越過臺灣海峽中線，迫使中華民國國軍軍機放棄到中線以西活动。此后，雙方軍機均罕有逾越海峽中線活动，使該線被廣泛認為是中國大陸與臺灣之间的一條實質邊界。中华人民共和国政府并不承认此条界线，认为己方在台湾海峡拥有航行自由，但台湾方面自认为，双方对此条界线存在长期默契，中国大陆船艦與飛機越過该線也常被視為不尋常的舉措。
中華人民共和國基於「海峽兩岸同屬一個中國」之原則，強調臺灣屬於其領土疆域，仅将「臺灣海峽中線」视为表示地理位置的虛擬界線，从未承認其作为分界线的存在。隨著海峽兩岸關係的緊張局勢升級，中華人民共和國對於臺灣地區領土的主權主張更趨強硬，頻繁派遣空軍軍機執行繞島巡航任務，曾多次进入台海海峡中线以东的中華民國防空識别區。其中在2011年6月29日，中國人民解放軍空軍的2架Su-27戰鬥機便以警戒他方軍機之故飛越臺灣海峽中線約2分鐘，當時中華民國的防空飛彈陣地進入追蹤監控階段。
2019年1月2日，中國共產黨中央委員會總書記習近平提出的「習五條」被視為將持續推進中國統一進程的信号。在海峽兩岸關係逐漸緊張的背景下，中華民國政府亦藉此預判中華人民共和國後續的戰略作為。而這次中華人民共和國的越線事件，便被認為是經過計畫、為了震懾臺灣人的武嚇行動，而非偶發的行為。

### 兩岸對美關係

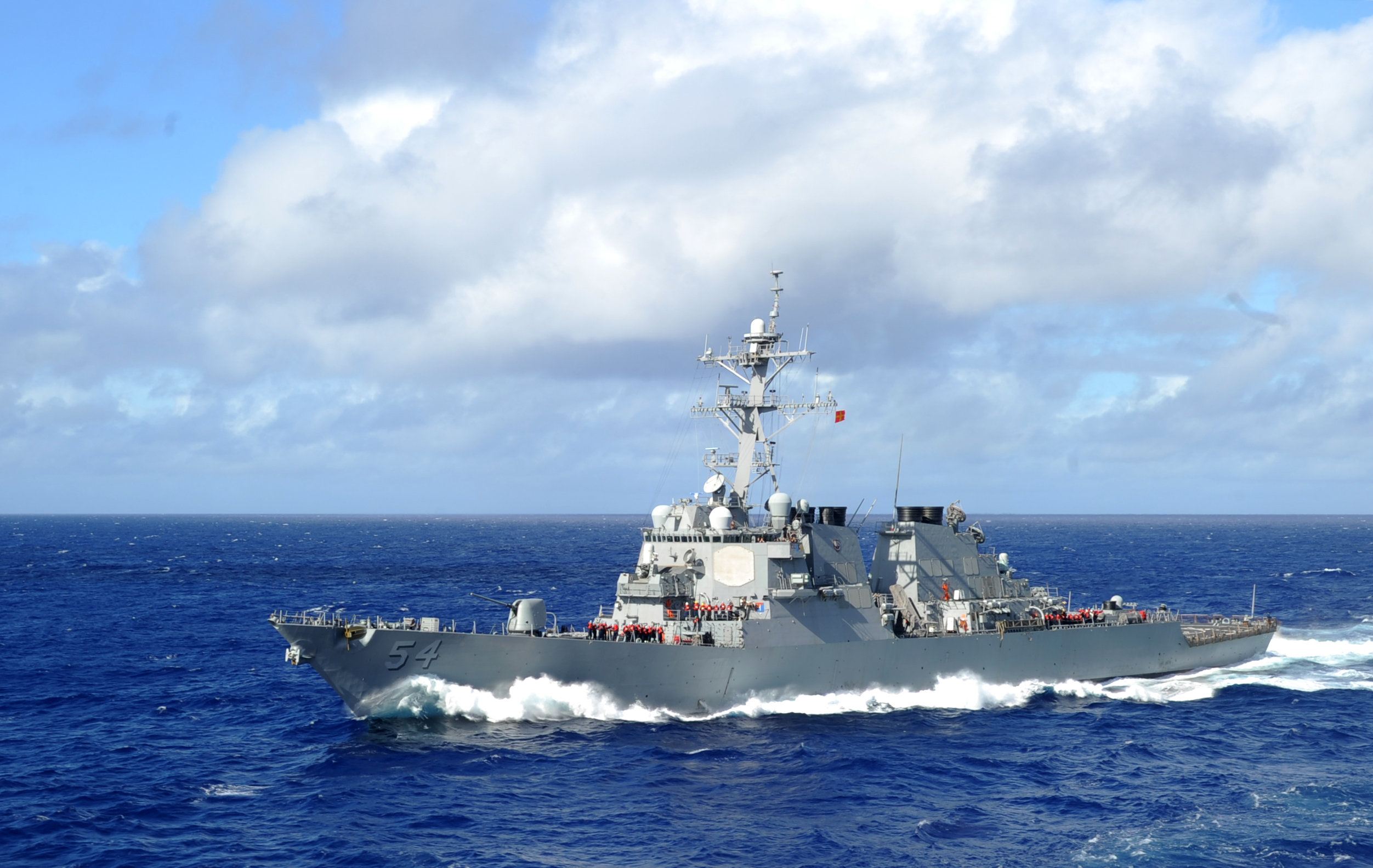
2019年3月，美國海軍與美國海岸防衛隊的船艦再次通過臺灣海峽

美國對於中華民國的政治決策有著相當重要的影響力，並多次藉由臺灣問題挑戰中国大陆。美國總統唐納·川普上臺後，亦支持台湾對抗中国大陆。2018年4月開始，美國和中国大陆的貿易戰略競爭逐漸檯面化，美國開始強化与台湾（中華民國）的安全合作。2019年，中華民國政府向美國聯邦政府提出F-16V戰隼戰鬥機採購案以提升自身防空壓制力，並一度傳出即將出售，因此引起中国大陆的政治緊張。
美軍為防止中國大陆突破西太平洋第一島鏈，在西太平洋做出诸多動作，導致東亞地區情勢紧张。同时，美國、日本、澳洲、紐西蘭和歐洲部分國家指责中国大陆的一些行为妨礙東海與南海的航行自由。2019年，美國先後和日本、韓國、菲律賓展開軍事演習，並傳出美軍與日本自衛隊已經在準備「最糟情況的解決方案」。同年3月，蔡英文總統呼吁太平洋地區的澳洲、日本、美國共同制衡中國大陆。
中國大陸方面對於美國發表支持臺灣的言論及美國軍艦頻繁穿越臺灣海峽有所不滿。2019年3月，美國海軍與美國海岸防衛隊的船艦再度通過臺灣海峽，後來被視為3月31日越線事件的抗議原因。

## 事件經過

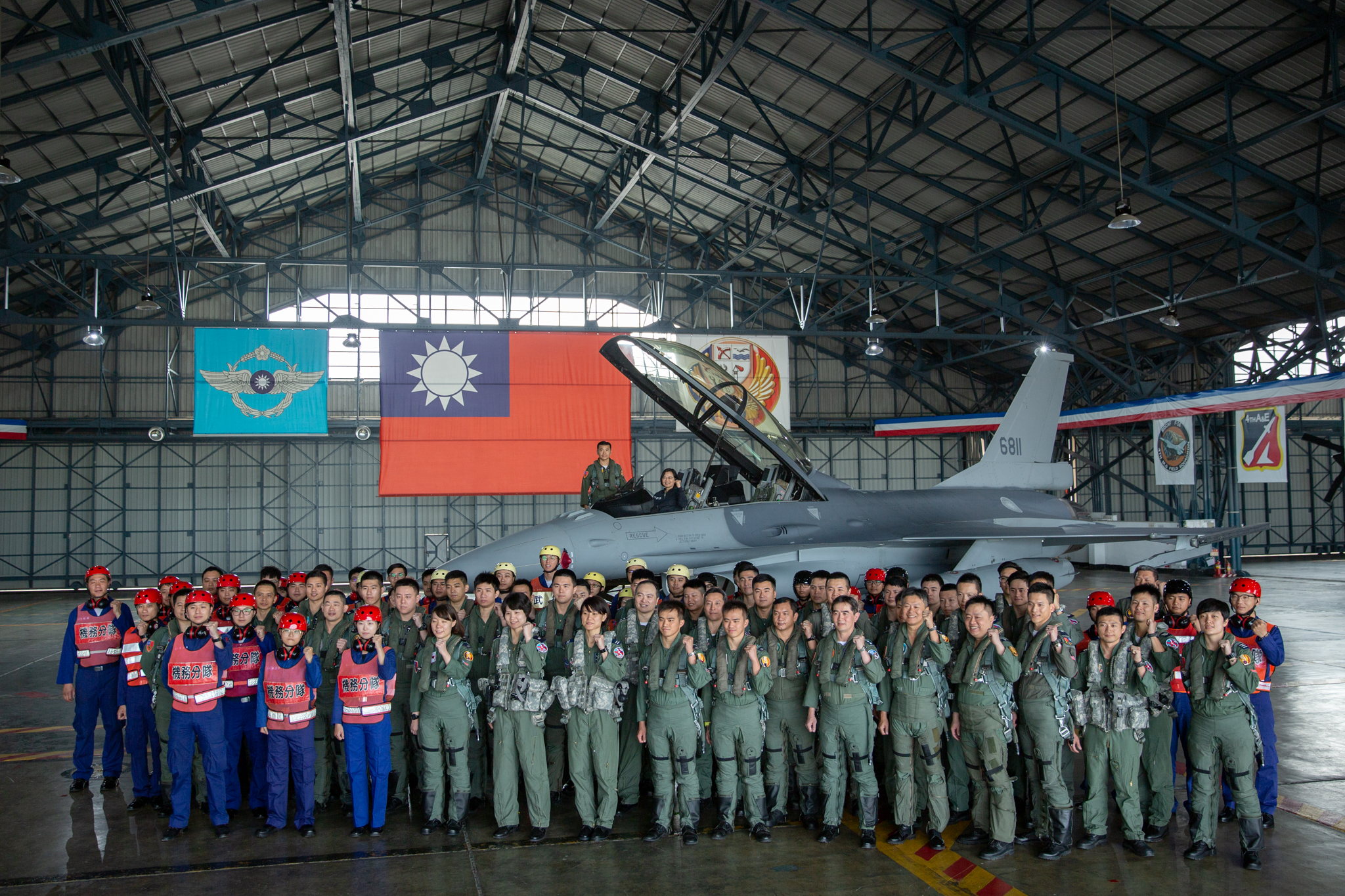
在中國人民解放軍空軍越過臺灣海峽中線後，中華民國空軍第四戰術戰鬥機聯隊緊急升空攔截

2019年3月31日，中國人民解放軍空軍的戰鬥機開始頻繁起降，並在台灣海峽中線以西訓練。中華民國空軍最初由空軍第二戰術戰鬥機聯隊派遣幻象2000戰鬥機從空軍新竹基地緊急起飛監控。上午11時，4架殲-11戰鬥機從福建省福州義序機場起飛，直接朝向臺灣海峽中線飛行，並未觸及臺灣海峽中線。隨後第二批2架殲-11從福州義序機場起飛，先由北往南、沿著臺灣海峽中線以西飛行，在澎湖群島西南方「台灣灘」海域上空越過臺灣海峽中線，便於臺灣海峽中線以東的西南海域飛行。中華民國空軍作戰管制中心立即調派正在空中執行偵察巡邏任務的空軍第一戰術戰鬥機聯隊2架F-CK-1經國號戰鬥機（空軍臺南基地），第一時間前往攔截示警，廣播要求2架殲-11立即返回臺灣海峽中線以西。
除F-CK-1經國號戰鬥機持續伴飛監控，中華民國空軍還增派空軍第四戰術戰鬥機聯隊的4架F-16戰隼戰鬥機支援，從空軍嘉義基地緊急起飛升空攔截。4架F-16直接飛往2架殲-11所在的空域，在取得戰術優勢位置後，全程掌控動向與局勢。同時，地面上的澎湖群島天弓飛彈連進入5分鐘緊急戰備，地對空飛彈隨時升級至準備接戰狀態；駐守臺灣本島的天弓飛彈連與MIM-104愛國者飛彈連亦接到命令，提升戰備待命。中國人民解放軍亦有2架戰鬥機緊急起飛，局勢一度緊張。
在這期間，中華民國空軍的F-CK-1和F-16戰機全程監控，飛行員多次以無線電廣播喊話，不過中國人民解放軍空軍的戰鬥機未理會驅離警告。後來中國人民解放軍的2架殲-11戰鬥機掉頭由南往北、持續在臺灣海峽中線以東的西南空域飛行，直到澎湖群島外海才切回臺灣海峽中線以西，並返回其基地。在監控中國人民解放軍空軍的戰鬥機返回駐地後，中華民國空軍作戰管制單位解除狀況。最終越過臺灣海峽中線的時間總計約有10分鐘至15分鐘，距離臺灣本島約100海里。在雙方有所克制下，並未出現進一步不友善的動作。

## 中华人民共和国反应

### 政府回应

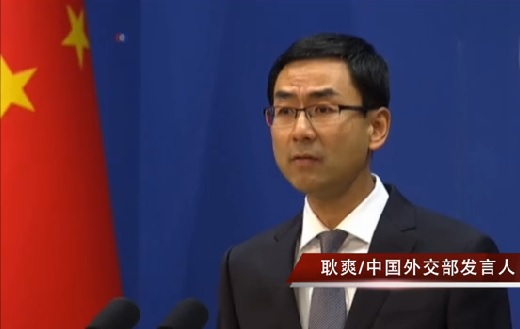
2019年4月2日，中华人民共和国外交部发言人耿爽就台海关系中美国所起的作用发表了评论

对于中华民国国防部在3月31日声明中的谴责，最初中華人民共和國並沒有立即予以回應。4月1日，在先前越過臺灣海峽中線後，中國人民解放軍空軍派遣1架運-9JB電子偵察機、與2架轟-6K轟炸機，接續飛越宮古海峽，日本航空自衛隊的F-15J戰鬥機緊急升空攔截，這也是其3天內第二度越過宮古海峽。
4月2日，中華人民共和國外交部發言人耿爽則指稱中華民國總統蔡英文的話語令人氣憤，是“胡言乱语、狂言妄语”，但他认为这不是外交问题，并表示相关问题留给国务院台湾事务办公室新闻发言人来回应。此外，耿爽对美国在台海关系中的作用做出了表态，批评《与台湾关系法》同国际关系准则和中美三个联合公报完全背道而驰，敦促美方“多做有利于中美关系和促进台海和平稳定的事，而不是相反”。
4月10日，中华人民共和国国务院台湾事务办公室召开例行新闻发布会。就军机飞越“海峡中线”问题，国台办发言人马晓光回应深圳卫视记者称，这是解放军年度训练计划内的正常安排，并强调了维护主权完整、反对台独分裂的态度；此外，就《联合报》记者未来是否还会再有类似训练计划的询问，发言人重复了相关表态，并就蔡英文“第一时间驱离”的言论抨击其“色厉内荏”，警告其“不要玩火，想都不要想”。
4月24日，中华人民共和国国防部新闻发言人吴谦大校发表谈话，坚决反对4月15日美对台军售一事，批评此举「干涉中国内政」，「严重破坏两岸关系和台海和平稳定」，要求撤销军售，并重申「反对台独、保卫领土完整」的决心。
4月26日，中华人民共和国国防部召开4月例行记者会，国防部发言人任国强大校未接到记者有关解放军军机越过台海中线的提问，但应记者提问重申了反对对台军售的立场，并表示美方「以台制华」、「台湾当局挟洋自重」是「无用功」，呼吁「认清天下大势和民族大义，实现台海统一，维护台胞福祉」。

### 媒体評論
同日，具有官方背景的中華人民共和國媒體《環球時報》發表社論《大陸軍機飛越「台海中線」？希望是真的》，論述這次越過臺灣海峽中線是對中華民國政府與臺灣獨立勢力的「嚴正警告」、及對中華民國與美國頻繁軍事互動的回應。其表示不越過臺灣海峽中線只是「默契」，而和平仍然取決於台湾和美國。《環球時報》還指稱中國人民解放軍的戰鬥機能夠「常態性越過」臺灣海峽中線，甚至是巡航臺灣上空，並表示不應該以此賭博。
到了4月2日，《環球時報》除了先前質疑臺灣獨立運動已經與他國干涉結合，亦繼續批評中華民國政府渲染「中國威脅論」。4月3日，官方媒體《人民日報》在Twitter上發文，並提到「中國台灣花蓮」，引起中華民國外交部部長吳釗燮的批評。4月4日，對於美國在臺協會證實美軍人員很早就已經進駐臺灣，《環球時報》再度發表社論，並倡議斬首計劃等多項反制方案。同日，新華社刊出未具名的文章，批評蔡英文試圖破壞臺海現狀，并称蔡英文及其同僚是逆流而动，警告他们“好自为之”。

## 中華民國反應

### 政府應對

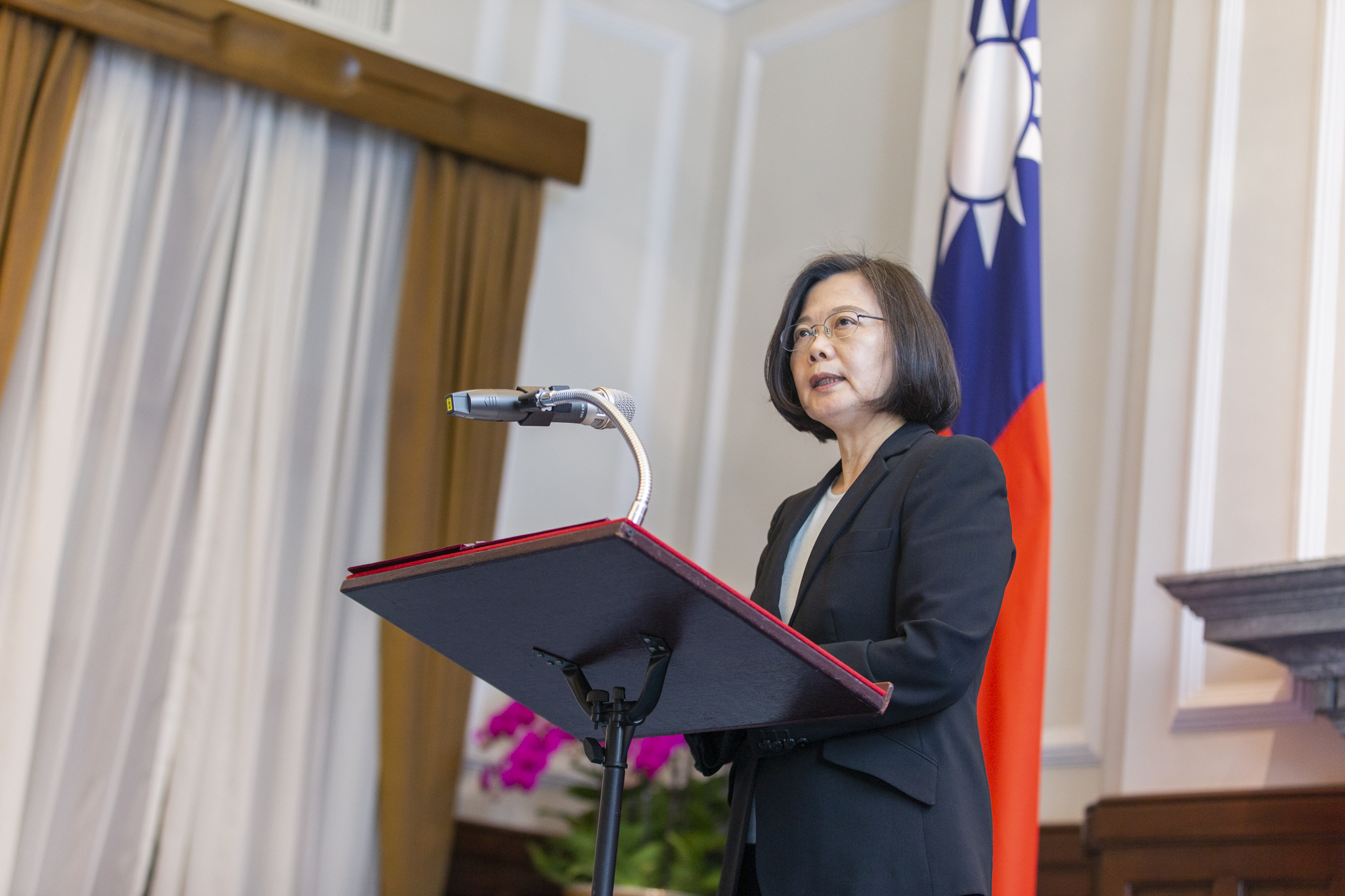
2019年4月1日，中華民國總統蔡英文向中華人民共和國政府提出抗議

3月31日中午，中華民國總統蔡英文便指示中華民國國軍完成戰備任務，並拉高反應層級。在1個小時內，中華民國外交部於第一時間通知區域內理念相近的夥伴國家，並說明這是「非常危險的狀況」。其通報的對象為「可能受到中華人民共和國影響」的國家，除了美國和日本外，還包括東海與南海安全相關國家。中華民國政府高層研判中華人民共和國政府已經無視美國聯邦政府的限制，未來中國人民解放軍的軍機越過臺灣中線的機會可能增加，乃至於可能會常態性越過臺灣海峽中線，藉此將臺灣海峽轉為中華人民共和國的「內海」。
同日，隨後中華民國國防部發布措辭強硬的新聞稿，證實有2架殲-11越過臺灣海峽中線，指出該挑釁行動已經衝擊區域穩定。到了晚間，中華民國總統府發言人黃重諺強烈譴責中華人民共和國「蓄意挑釁」區域穩定與破壞海峽現狀，表示不應成為國際社會的麻煩製造者，中華民國大陸委員會亦嚴厲譴責此事。隔日上午，蔡英文召開國家安全會議，召集中華民國國家安全會議秘書長李大維、中華民國國防部部長嚴德發、國防部參謀總長李喜明上將等首長聽取簡報。
4月1日，中国人民解放军空军飞越宫古海峡，中華民國國軍进行了全程監控。
同日上午，蔡英文主持「國軍重要高階幹部授勳暨晉任布達授階典禮」，亦向中華人民共和國提出嚴重抗議。其表示該行為試圖改變現狀，並且是威脅區域安全和穩定的公然挑釁。她強調不用懷疑中華民國國軍捍衛臺灣的決心，亦不會對國家領土有所退讓。她還提出堅定保護國家安全及主權、維護民主自由的生活方式及往壯大臺灣方向前進，並提醒中華人民共和國政府「不要」刻意挑釁、製造事端與試圖破壞臺海現狀。大陸委員會主任委員陳明通亦表示中華人民共和國是破壞現狀的挑釁者，但擔憂民眾沒有危機感。中華民國外交部部長吳釗燮還批評認為臺灣有錯的說法，並告知民眾有關「安全區域聯盟」的存在。
在認定中華人民共和國方面對區域穩定展開挑釁舉動後，對於未來中國人民解放軍蓄意越過臺灣海峽中線的挑釁行為，蔡英文還下令中華民國空軍必須在第一時間內，對中國人民解放軍的軍機實行強勢驅離，但是這項宣示也引發各種有關討論。4月3日，中華民國國防部基於蔡英文的指示，拍攝並發布《捍衛主權、捨我其誰》的回應影片，強調守衛主權、不畏懼戰爭的決心。
4月4日，蔡英文前往空軍嘉義基地視察，慰勉空軍第四戰術戰鬥機聯隊升空攔截的飛行員與地勤人員，嘉許其有效嚇阻中國人民解放軍挑釁。她還登上F-16V戰隼戰鬥機座艙，宣示作為中華民國總統與中華民國國軍共同作戰的決心，重申會堅持守護主權領土與民主自由。同日，參謀總長李喜明上將前往空軍臺南基地視察。4月5日，國防部部長嚴德發前往空軍澎湖基地視察，慰勉空軍「天駒部隊」官兵。同日，國防部海軍司令部公布海軍陸戰隊陸戰第九九旅的演訓實況。
4月5日，對当日美國《時代》雜誌报道稱美國總統唐納·川普暫時擱置對臺灣的F-16V戰隼戰鬥機軍售案，中華民國政府發表聲明否認。

### 各界反應

#### 中国国民党

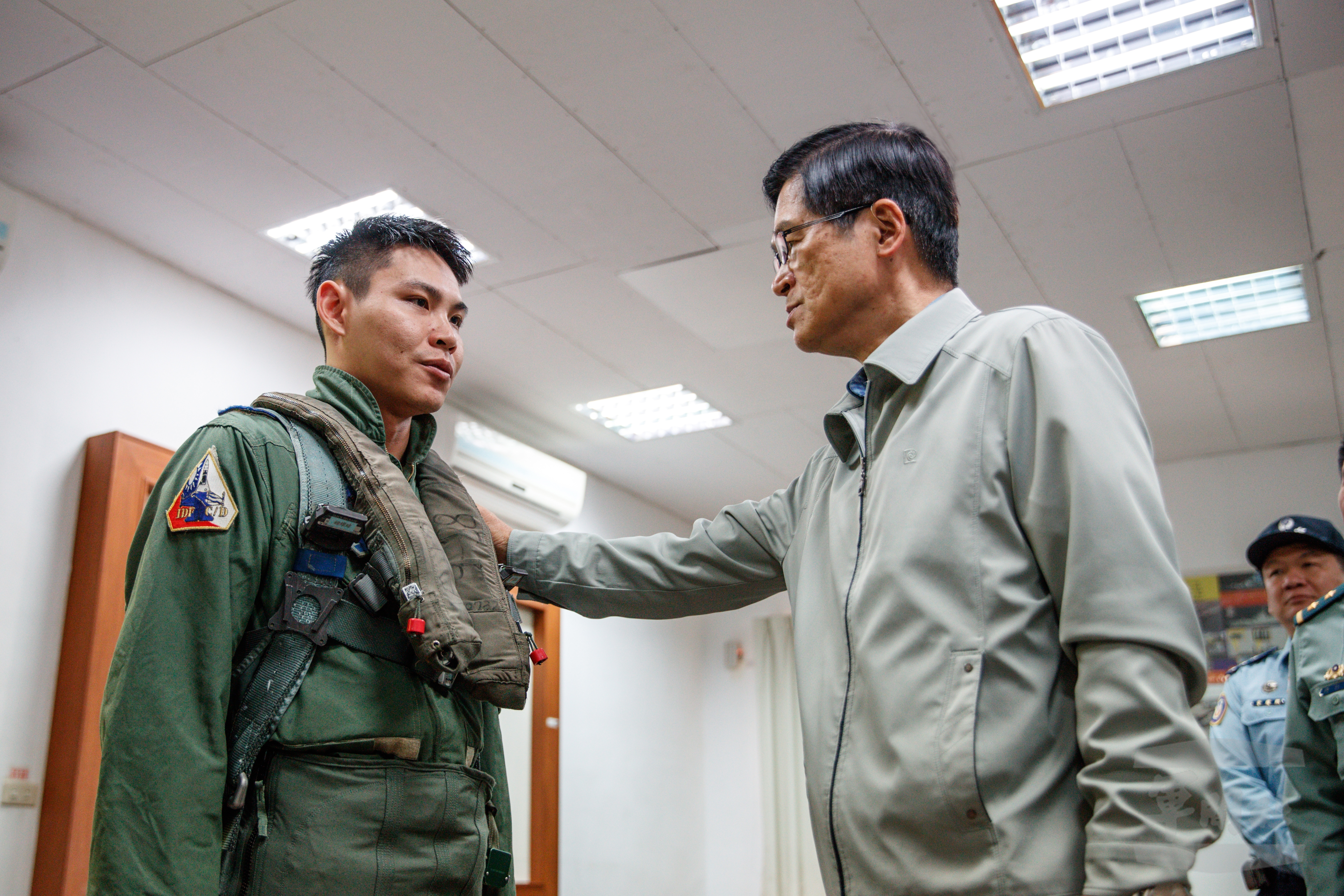
2019年4月5日，中華民國國防部部長嚴德發前往空軍澎湖基地視導

在事件發生後，中國國民黨副發言人黃心華低調回應，呼籲海峽兩岸政府多為人民著想。中國國民黨主席吳敦義點名蔡英文的「一中各表」爭議，而同黨的臺南市議會議員謝龍介則認為中國人民解放軍軍機是「自由航行」，並向民主進步黨嗆聲，但該爭議言論受到許多挺綠網友批評，謝龍介则于次日在政論節目中强势回应“打下來就能說服我”。

#### 民主进步党
民主進步黨發言人李問則批評該作為是為了加速中國統一，認為這是測試「台灣民主的底線」，並表示應共同譴責中華人民共和國是國際社會的麻煩製造者。對於中國國民黨未出面指責中華人民共和國，民主進步黨也批評其回應與《環球時報》口徑相似。

#### 社会各界
部分媒体认为，這次事件是經過計畫、為了震懾臺灣獨立運動人士的武嚇行動，而非偶發的行為。在中国人民解放军空军于4月1日飞过宫古海峡后，部分台灣媒體認為中國人民解放軍再度「侵擾臺灣」。有学者表示，在能執行5分鐘緊急起飛任務的F-CK-1經國號戰鬥機進駐澎湖縣空軍馬公基地的同日，中國人民解放軍空軍的殲-11戰鬥機便越過臺灣海峽中線，被懷疑是為了試探「天駒部隊」的反應能力。
4月2日，無黨籍的前中華民國副總統呂秀蓮（任內屬民進黨籍）則強調應繼續推動和平中立的公民投票。4月3日，臺北市市長柯文哲重申「親美友中」是中華民國最適當的國家戰略。相對於中華人民共和國與中華民國關係逐漸緊張，國立臺灣師範大學政治學研究所教授范世平認為中華人民共和國方面仍是以「溫和」態度回應。世新大學副校長游梓翔則批評中華民國政府不斷發表「令戰」言論。
而中國文化大學競爭力研究中心主任杜紫宸認為這次事件是中華人民共和國幫助蔡英文，以在民主進步黨總統提名選舉勝過賴清德。淡江大學整合戰略與科技中心執行長蘇紫雲則表示，中華人民共和國往後越過臺灣海峽中線的行動可能會更加頻繁。在互联网上，有网友于脸书上發起「呼籲政府將共機穿越海峽中線設為『國家級警報』並手機警訊通知」的活动，创建不久就吸引了近1.5萬人關注。
4月1日，中華戰略前瞻協會研究員揭仲指出，中國大陸顯然是針對美國近期的動作，以及為了對臺灣施壓，才會打破長期的默契。國家政策研究基金會國安組召集人林郁方也認為此次事件是中國大陸對美國的試探與警告。而研究中國人民解放軍的專家、《中国时报》编辑部大陆新闻组主任记者亓樂義則認為，此次越線時間的政治意涵大於軍事意涵。
在事件发生后，台灣有學者認為美国在台协会公开了2005年以来即有现役军人派驻台湾的消息，为表達對臺支持的政治訊息。而《联合报》报道指出，孟雨荷所称美國在台協會增编的一名陆战队军官，功能仅类似邦交国武官，非使馆守卫增配陆战队，不过美國在台協會公开谈及美军在台活动事务，已与既往的低调态度有所不同。

## 美国反應
4月1日，美國在臺協會直接批評中華人民共和國試圖片面改變現狀，並且「破壞和平架構」。美國在臺協會還呼籲中華人民共和國停止脅迫手段，並與民主選舉的中華民國政府恢復對話。美國國務院和美國國防部同樣表示反對中華人民共和國試圖片面改變現狀，並敦促其放棄對於台灣的脅迫。而在隔日，美國國務院再度警告中華人民共和國不要對台灣使用武力或脅迫。
4月2日，美國總統國家安全事務助理約翰·波頓還在Twitter上發文批評，表示中華人民共和國的舉動無法贏得臺灣民心，並提及關於《臺灣關係法》等承諾。隨後中華民國外交部部長吳釗燮轉發波頓的推文。同日，美國眾議院議員提出《臺灣保證法》草案和「重新確認美國對臺灣承諾」的決議案，並提出對臺灣的軍售常態化。
4月3日，美国在台协会台北办事处发布了一则乔迁短片，而其中发言人孟雨荷（Amanda Mansour）表示，派驻在台協會的美国政府人员自2005年以来就有现役军人，包括美國陸軍、美國海军、美國空军与美國海軍陸戰隊。
4月15日，美國國防安全合作局批准了估計5億美元的可能對台軍售案，預計繼續提供亞利桑那州路克空軍基地F-16戰機飛行員培訓計畫與後勤維護支援，此項決定也已通知美國國會。

## 其他方面的反应
歐洲聯盟呼籲海峽兩岸的雙方應避免引起緊張情勢的行動與言語，日本內閣官房長官菅義偉則表示強烈期待海峽兩岸直接對話，呼籲以和平方式解決問題，並會繼續關注臺灣海峽周邊情勢。香港《明報》4月2日撰文指稱，该次解放軍高調行動是由美軍所引致的結果，相信是对近期台美軍事互動频繁、特別是美國戰艦多次穿越台灣海峽行動的回應。《华尔街日报》4月1日在网络版发表题为“台湾海峡的紧张局势”的社评，继3月的社评后继续指出，唐納·川普政府應該為臺灣海峽局勢提供保障，如批准向臺灣出售F-16V戰隼戰鬥機等。